# Ilia (Roemenië)
Ilia (Hongaars: Marosillye, Duits: Elienmarkt) is een gemeente in het district Hunedoara in Roemenië. De gemeente omvat de volgende 9 dorpen: Bacea, Bretea Mureșană, Brâznic, Cuieș, Dumbrăvița, Ilia, Săcămaș, Sârbi en Valea Lungă. Het hoofddorp was onderdeel van de etnografische streek Marosmente.

## Inwoners
De bevolking van de gemeente heeft zich als volgt ontwikkeld:
Het dorp Ilia had het volgende bevolkingsverloop:
- 1850 959 inwoners, 728 Roemenen en 183 Hongaren, 740 Grieks katholieken, 136 rooms-katholieken en 67 Hongaars gereformeerden.
- 1900 1329 inwoners, 753 Roemenen, 483 Hongaren en 92 Duitsers, 760 Orthodox, 282 rooms-katholieken, 152 Hongaars gereformeerden en 92 Joden.
- 2002 1747 inwoners, 1715 Roemenen en 22 Hongaren, 1558 orthodox, 112 pinkstergemeente en 21 rooms-katholiek

## Galerij

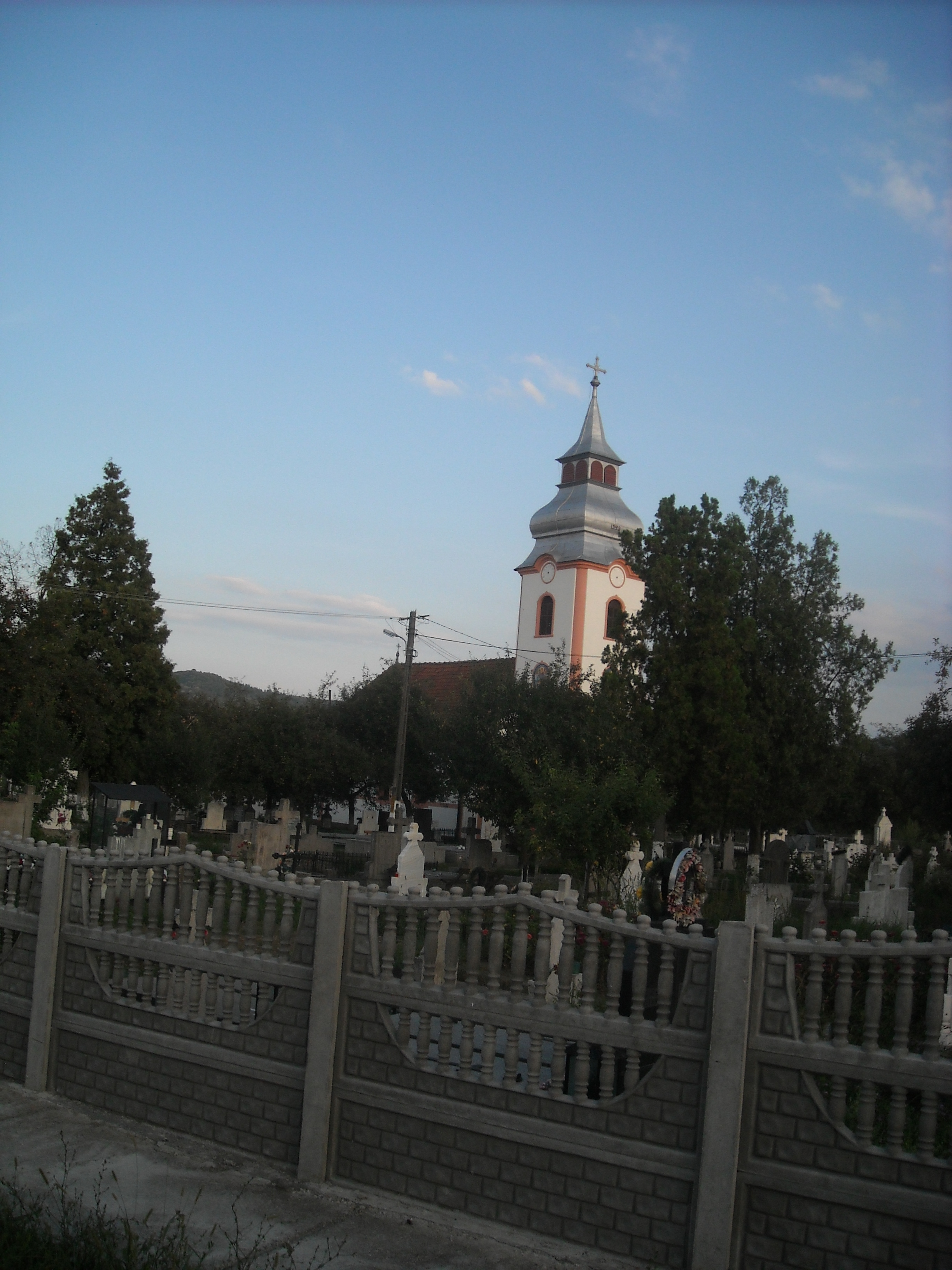
Orthodoxe kerk
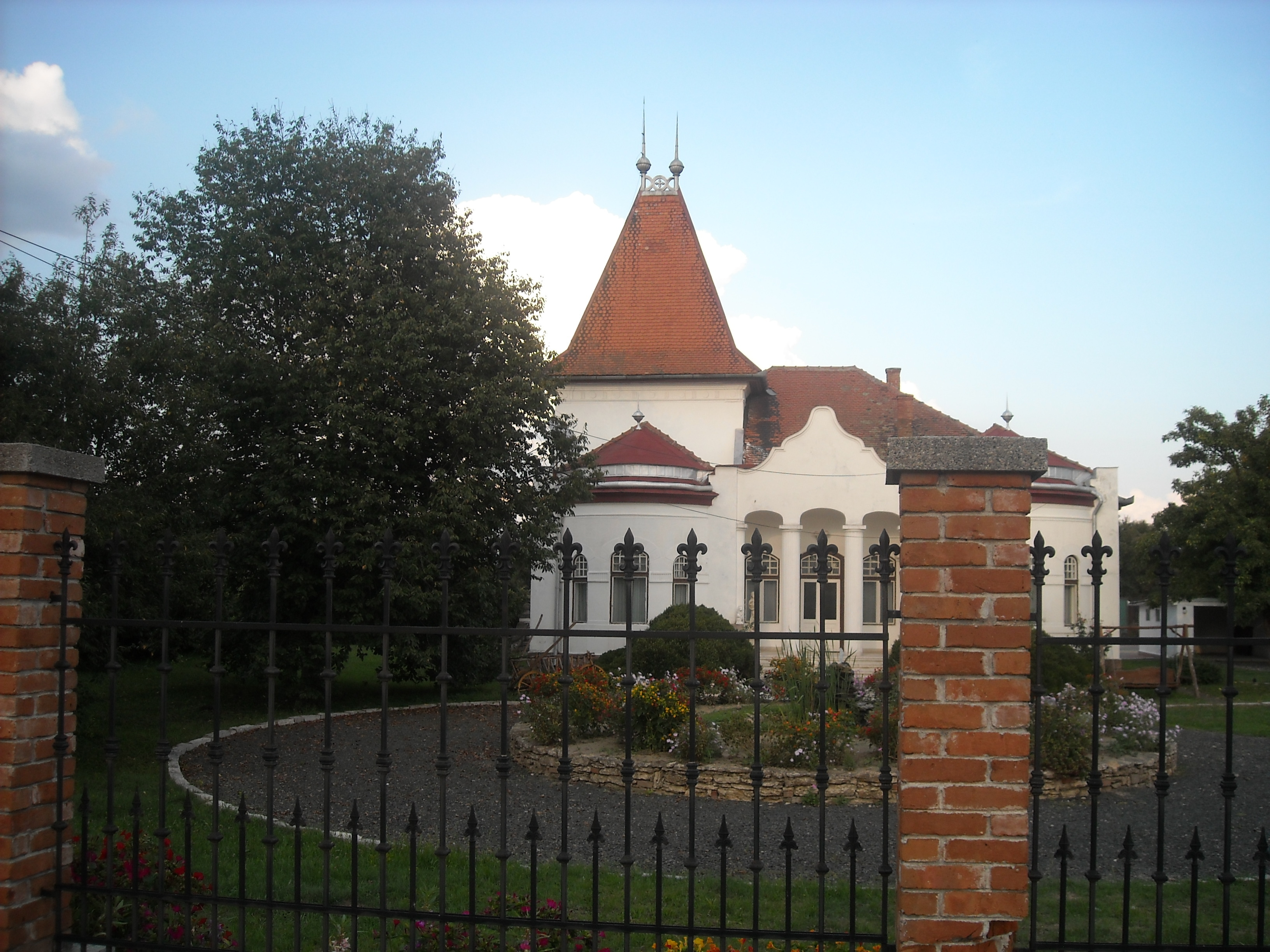
Slot Bethlen
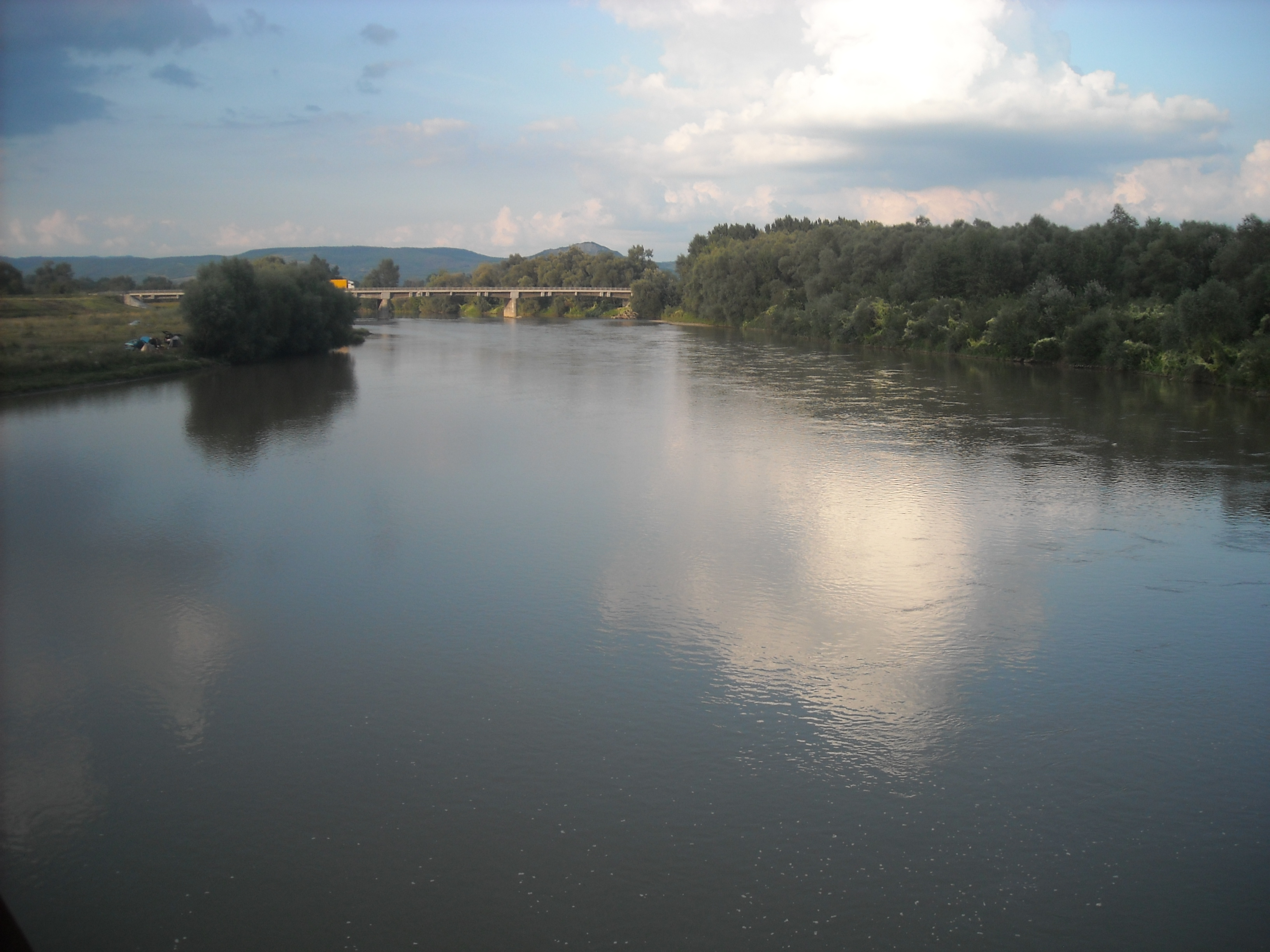
De Mureș bij Ilia
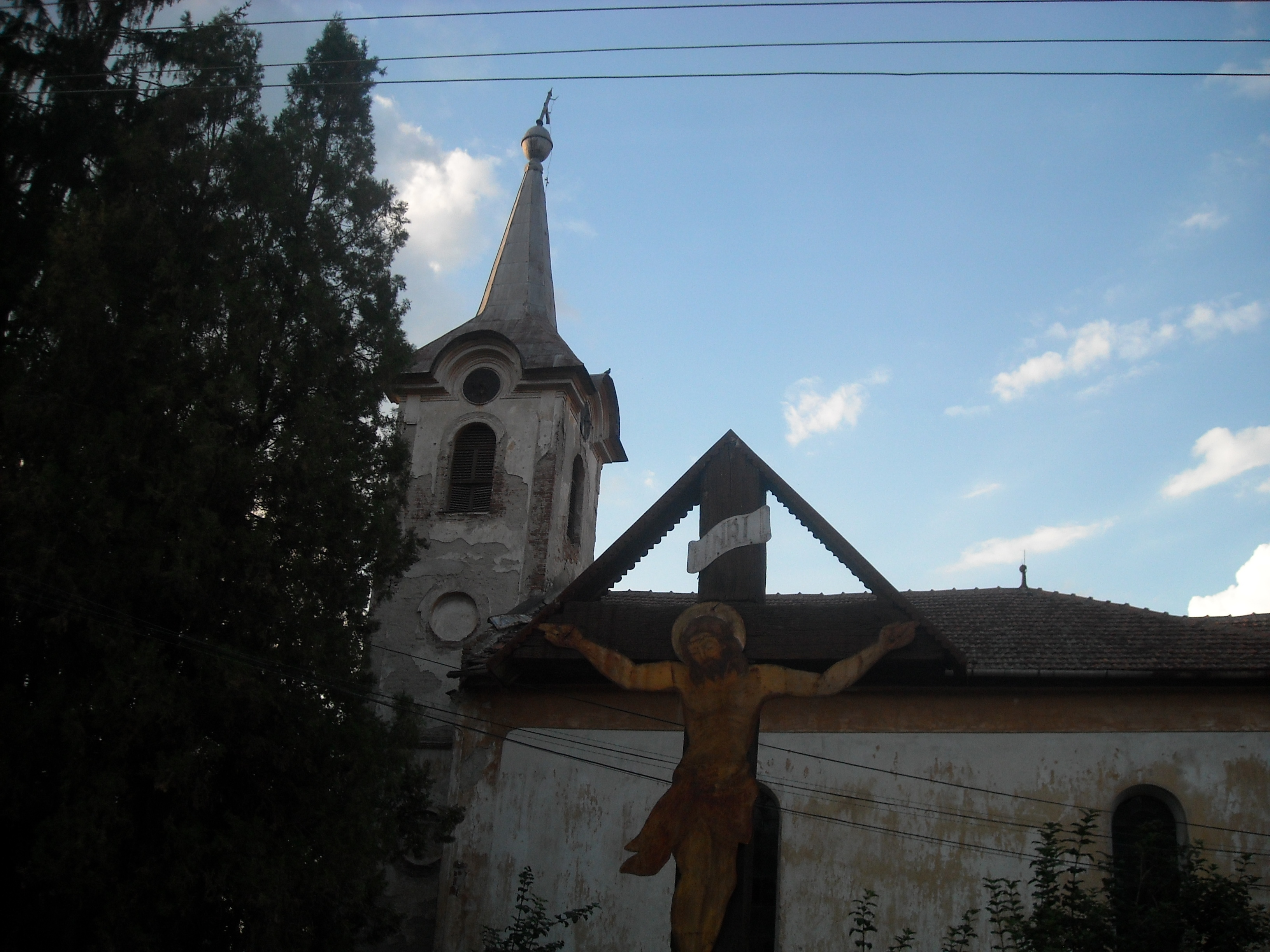
rooms-katholieke kerk

## Geboren
- Gabriël Bethlen (1580-1629), prins van Transsylvanië